# Yalçın Ataman
Yalçın Ataman (* 1950 in Balıkesir) ist ein ehemaliger türkischer General des Heeres (Türk Kara Kuvvetleri), der  unter anderem zwischen 2010 und 2011 Oberkommandierender der 3. Armee, von 2011 bis 2013 Oberkommandierender der 1. Armee sowie zuletzt zwischen 2013 und 2014 Kommandant der Generalstabsakademie war.

## Leben
Ataman absolvierte nach dem Schulbesuch eine Offiziersausbildung an der Heeresakademie (Kara Harp Okulu), die er 1969 abschloss. Nachdem er 1970 die Fernmeldeschule abgeschlossen hatte, fand er Verwendungen als Fernmeldeoffizier, Logistikoffizier, Zugführer und Kompaniechef verschiedener Heereseinheiten. Er war zwischen 1978 und 1980 Absolvent der Stabsakademie des Heeres (Kara Harp Akademisi) und im Anschluss Personalstabsoffizier sowie Operations- und Ausbildungsoffizier des 46. Infanterieregiments der 4. Infanteriedivision, ehe er Leiter der Operations- und Ausbildungsabteilung der 8. Infanteriedivision wurde. Anschließend wechselte er ins Oberste Hauptquartier der Alliierten Streitkräfte der NATO in Europa SHAPE (Supreme Headquarters Allied Powers Europe) in Mons, wo er Offizier in der Stabsabteilung für Operationen war. Nach seiner Rückkehr war er Leiter der Operations- und Ausbildungsabteilung des IX. Korps in Erzurum sowie der dazugehörigen 29. Infanteriedivision und daraufhin Chef des Stabes der 29. Infanteriedivision sowie zugleich Chef des Stabes der 29. Mechanisierten Infanteriebrigade. Nachdem er Leiter des Referats Ausbildung und Lehre in der Abteilung für Ausbildung und Organisation des Generalstabes der Streitkräfte war, wurde er Kommandant des 1845 gegründeten Militärgymnasiums Kuleli (Kuleli Askerî Lisesi).
Nach seiner Beförderung zum Brigadegeneral (Tuğgeneral) 1996 kehrte Ataman in den Generalstab zurück und war anfangs Referatsleiter für Kommunikation, daraufhin Leiter des Referats Kommunikation und Informationssysteme sowie zuletzt Leiter der Abteilung Kommunikation, Elektronische Informationssysteme und Planungskoordinierung. 2000 wurde er zum Generalmajor (Tümgeneral) befördert sowie zum Kommandeur der 21. Gendarmerie-Division in Yüksekova ernannt. Anschließend war er als Leiter der Abteilung Kommunikations- und Informationssysteme erneut im Obersten Hauptquartier der Alliierten Streitkräfte der NATO in Europa (SHAPE) in Mons tätig sowie nach seiner Rückkehr Assistent des Staatssekretärs für Beschaffung und Bauwesen im Verteidigungsministerium (Millî Savunma Bakanlığı).
2005 erfolgte die Beförderung von Ataman zum Generalleutnant (Korgeneral) sowie seine Ernennung zum stellvertretenden Kommandanten der Generalstabsakademie. Anschließend war er Unterstaatssekretär im Verteidigungsministerium, Kommandierender General des III. Korps in Şişli sowie zuletzt Leiter der Abteilung Grundsatzplanung im Generalstab. 2010 wurde er zum General (Orgeneral) befördert und am 30. August 2010 als Nachfolger von General Saldıray Berk zum Oberkommandierenden der 3. Armee (Üçüncü Ordu) in Erzincan ernannt. Diesen Posten hatte er bis zum 4. August 2011 inne und wurde dann von General Ahmet Turmuş abgelöst. Er selbst wurde daraufhin am 4. August 2011 Nachfolger von General Hayri Kıvrıkoğlu als Oberkommandierender der im Üsküdar liegenden Selimiye-Kaserne stationierten 1. Armee (Birinci Ordu) und verblieb bis zum 30. August 2013 auf diesem Posten, woraufhin abermals General Ahmet Turmuş erneut seine Nachfolge antrat. Zuletzt übernahm er am 30. August 2013 von Generalleutnant Raif Akbaş das Amt als Kommandant der Generalstabsakademie (Harp Akademileri) der Streitkräfte (Türk Silahlı Kuvvetleri) und übte dieses bis zu seiner Ablösung durch Abdullah Recep am 30. August 2014.
Ataman ist mit Filiz Ataman verheiratet und Vater eines Kindes.

## Weblink
- Eintrag in Kim Kimdir? (Seitenaufruf am 24. Juni 2016)

| Personendaten    | Personendaten      |
| ---------------- | ------------------ |
| NAME             | Ataman, Yalçın     |
| KURZBESCHREIBUNG | türkischer General |
| GEBURTSDATUM     | 1950               |
| GEBURTSORT       | Balıkesir          |